# Lena Maria Gårdenäs

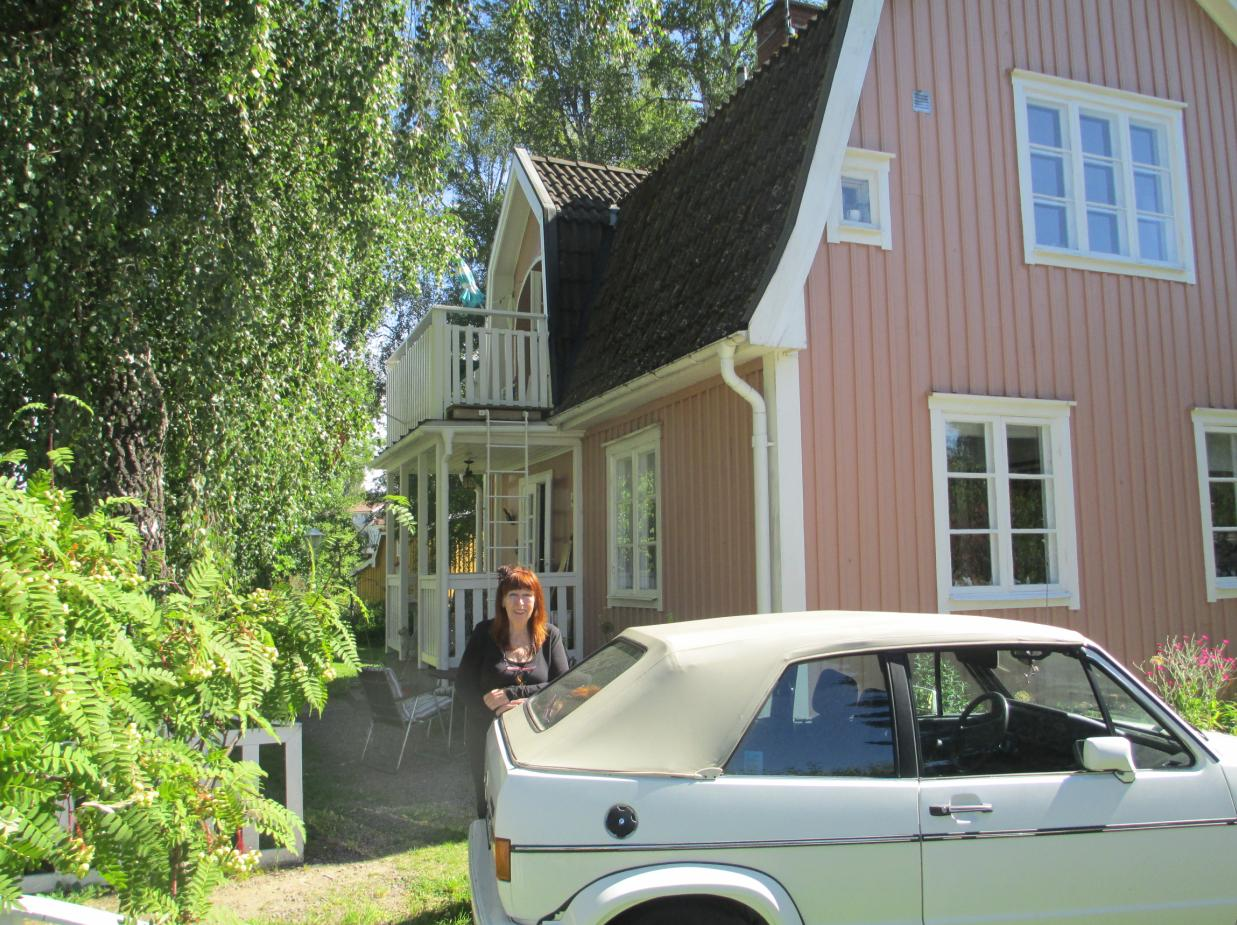
Lena Maria Gärdenäs vid sin sommarstuga, 2015

Lena Maria Gårdenäs, under en period Gårdenäs Lawton, född 10 april 1947 i Brännkyrka församling, Stockholm, är en svensk popsångerska.

## Biografi
Gårdenäs föddes i Stockholm, men flyttade som femåring till Helsingborg där hon växte upp. Hon började sin karriär i musikgruppen i Rainy Day Women 1966 och blev mest känd som popsångerska i gruppen Lena Maria & Sweet Wine på 1970-talet. Gruppen låg 10 veckor på Tio i topp, varav 3 på första plats, med låten Hideaway. Lena Maria & Sweet Wine gjorde flera LP-skivor, till exempel Wild Women and Desperate Men, som producerades av CCS-sångaren Peter Thorup. De gav även ut en singel med "White Christmas" i reggaetempo 1975.
Tillsammans med Rockfolket gjorde Gårdenäs en bejublad krogshow på Bacchi Wapen 1978 och i början av 1980-talet jobbade hon med Janne "Loffe" Carlssons show på Berns. Hon har också turnerat med Eva Rydberg, Janne Lucas och Jerry Williams i Sverige och med Abba på deras Europa- och Australien-turné 1977. I Lasse Hallströms film Abba – the Movie, som spelades in under turnén, syns Gårdenäs tillsammans med Maritza Horn och Lena Andersson i kören.
1979 spelade hon den kvinnliga huvudrollen i Lasse Åbergs film Repmånad. Hon medverkade också i TV-serien Skulden med Gösta Ekman 1982.
Gårdenäs hade en egen tv-serie i SVT 1980–1981, Lena Maria Show, som sändes från Malmö, och släppte då också LP-skivorna Lena Maria och Lena Marias Nya. Hon medverkade vidare i Lasse O'Månssons Svenska Mad, i radiopjäser och flera tv-serier, bland annat Lita på mig! med Gösta Bernhard och Siv Ericks.
Efter en turné med Jerry Williams band Roadwork 1985 lämnade Gårdenäs musikbranschen och öppnade Kroppsverkstan i Solna, som hon drev till 1998. 
Från 1970 och ett trettiotal år framåt var hon gift med Dougie Lawton och var sedan 2008 gift med journalisten Kenny Lindquist fram till hans död 2023. Hon har en son i äktenskapet med Dougie Lawton.

## Filmografi
- 1977 – Abba – the Movie
- 1979 – Repmånad - Bea, journalist
- 1982 – Skulden (TV-serie) - Eva Hjort